# Frascineto
Frascineto é uma comuna italiana da região da Calábria, província de Cosenza, com cerca de 2.500 habitantes. Estende-se por uma área de 28 km², tendo uma densidade populacional de 89 hab/km². Faz fronteira com Cassano allo Ionio, Castrovillari, Civita.

## Demografia
| Variação demográfica do município entre 1861 e 2011                               |
|                                                                                   |
| Fonte: Istituto Nazionale di Statistica (ISTAT) - Elaboração gráfica da Wikipedia |